# Morten Edvard Wærn
Morten Edvard Wærn, född den 14 december 1826 i Göteborg, död den 2 februari 1896 på i Laxarby socken, var en svensk affärsman.

## Biografi
Morten Edvard Wærn var son till grosshandlare Carl Fredrik Wærn och Gustava Elisabeth, född Melin, samt bror till Carl Fredrik Wærn. Han gifte sig med Emma Nerman. Efter studier och kontorspraktik i Frankrike och England började han arbeta på faderns kontor i Göteborg och blev 1852 delägare i firman C.Fr. Wærn & Co. Han var åren 1855–1862 agent för firman i London, varefter han återvände till Göteborg och en chefsbefattning i firman James Dickson & Co, där han 1867 även blev delägare.
Han lämnade 1892 affärslivet och flyttade till en egendom i Billingsfors, där han var delägare i Billingsfors bruk.